# Relations entre l'Azerbaïdjan et la Russie
Les relations entre l'Azerbaïdjan et la Russie (en russe : Азербайджано-российские отношения, en azéri : Azərbaycan–Rusiya münasibətləri) regroupent l'ensemble des échanges et partenariat entre les deux pays, qu'ils soient institutionnels ou non, sur le plan diplomatique, économique, culturel, politique ou militaire. Les relations modernes entre les deux États commencent peu après l'indépendance de l'Azerbaïdjan de l'Union soviétique.

## Historique
L'Azerbaïdjan et la Russie partagent une histoire commune depuis plusieurs siècles, ce qui a une influence aujourd'hui encore sur les relations entre les deux États souverains.
Appartenance de l'Empire russe, l’Azerbaïdjan est intégré à l'URSS de 1920 jusqu'à son effondrement, qui mènera à l'indépendance. Dès 1991, Aïaz Mutalibov, ancien membre du parti communiste azerbaïdjanais, devient le premier président post-soviétique, et entame les relations diplomatiques avec la Russie dans un contexte cordial Toutefois, le massacre de Khodjaly intervenant dans le cadre de la guerre du Haut-Karabagh contraint le président à démissionner, menant Aboulfaz Eltchibeï à son poste. Ce changement de tête fut nuisible aux relations russo-azerbaïdjanaises, ce dernier ayant une politique décrite comme anti-russe. Ces relations bilatérales ne se réchauffent qu'après l'arrivée au pouvoir de Heydar Aliyev en 1993.
La Russie possède une ambassade à Bakou, tandis que l'Azerbaïdjan en a une à Moscou, ainsi qu'un consul général à Saint-Pétersbourg. Ce dernier a annoncé son intention d'en ouvrir une autre à Iekaterinbourg. Cette représentation diplomatique permet de représenter l'État auprès du demi-million d'Azéris en Russie (en), et dans le sens inverse, à l'importante diaspora russe en Azerbaïdjan (en). 
Le président russe Dmitri Medvedev a déclaré en novembre 2011 que Russes et Azéris étaient liées par « une amitié proche et des liens de confiance ». Les relations bilatérales restent amicales, malgré quelques turbulences, comme la deuxième guerre d'Ossétie du Sud ou les différents juridiques quant aux frontières en mer Caspienne. L’Azerbaïdjan affiche son soutien à la politique russe vis-à-vis de la Tchétchénie, et ferme le bureau de représentation diplomatique tchétchène à Bakou.
La position russe sur la question tchétchène ainsi que ses multiples interventions dans le Caucase érodent la popularité de la Russie auprès de la population. Si 80 % des gens soutenaient l'amitié russe en 2007, ce chiffre est tombé à 52 % l'année suivante à la suite de la guerre avec la Géorgie, alimentant une certaine russophobie.
Le 22 février 2022, les parties signent la déclaration de Moscou sur la coopération alliée entre la Russie et l'Azerbaïdjan à l'occasion du 30e anniversaire de l'établissement des relations diplomatiques. Dès le début de l'invasion de l'Ukraine par la Russie en février 2022, l'Azerbaïdjan prend cependant position en faveur de l'Ukraine, en soutenant son intégrité territoriale et en lui envoyant de l'aide humanitaire.
À partir de décembre 2024, les relations avec la Russie se dégradent fortement, en raison du crash du vol Azerbaijan Airlines 8243, abattu par un système antiaérien Pantsir russe. L'Azerbaïdjan souhaite la reconnaissance par la Russie de sa responsabilité et des réparations publiques, ce que Moscou refuse. Un nouvel épisode de tensions survient en juin 2025, lorsque deux citoyens azerbaïdjanais sont abattus par la police russe lors d'un raid à Iekaterinbourg. Des événements culturels russes sont annulés en Azerbaïdjan et une perquisition a lieu dans les locaux d'un média russe à Bakou, avec plusieurs arrestations. 

## Relations économiques
Le commerce et les échanges économiques entre Russie et Azerbaïdjan sont globalement en augmentation, avec une balance commerciale favorable à la fédération de Russie. Les statistiques de 2008 font remonter une augmentation annuelle de 39,3 % pour un montant de 2,4 milliards de dollars. Les exportations russes avaient augmenté de 42,6 % pour se chiffrer à près de deux milliards de dollars, tandis que les importations — comptabilisées à 411 millions — avaient augmenté d'environ 25 %.
Malgré la fin des livraisons de gaz russe au 1er janvier 2007, le commerce restait actif et en hausse.